# Монтгомери (округ, Айова)
Монтго́мери (англ. Montgomery County) — округ в США, штате Айова. На 2000 год численность населения составляла 11 771 человек. По оценке бюро переписи населения США в 2009 году население округа составляло 10 796 человек. Окружным центром является город Ред-Ок.

## История
Округ Монтгомери был сформирован в 15 января 1851 года.

## География
Согласно данным Бюро переписи населения США площадь округа Монтгомери составляет 1097 км².

### Основные шоссе
- Шоссе 34
- Шоссе 71
- Автострада 48

### Соседние округа
- Поттавоттами  (северо-запад)
- Касс  (северо-восток)
- Адамс  (восток)
- Пейдж  (юг)
- Милс  (запад)

## Демография
По данным переписи населения 2000 года в округе проживало 11 771 жителей. Среди них 23,6 % составляли дети до 18 лет, 19,6 % люди возрастом более 65 лет. 51,8 % населения составляли женщины.
Национальный состав был следующим: 98,1 % белых, 0,4 % афроамериканцев, 0,5 % представителей коренных народов, 0,4 % азиатов, 2,7 % латиноамериканцев. 0,6 % населения являлись представителями двух или более рас.
Средний доход на душу населения в округе составлял $16373. 14,2 % населения имело доход ниже прожиточного минимума. Средний доход на домохозяйство составлял $36817.
Также 81,8 % взрослого населения имело законченное среднее образование, а 12,9 % имело высшее образование.